# Палгхар (округ)
Палгхар — округ в северной части штата Махараштра на западе Индии. 1 августа 2014 года правительство штата Махараштра объявило о формировании в штате 36-го округа путём выделения округа Палгхар из округа Тхане. В новый округ вошли талуки Палгхар, Вада (англ.), Викрамгад (англ.), Джавхар (англ.), Мокхада (англ.), Дахану (англ.), Таласари (англ.) и Васаи-Вирар. По итогам переписи населения 2011 года в талуках округа Палгхар проживает 2 990 116 человек.
Городское население составляет 1 435 210 человек, что равно 48 % населения всего урбанизированного района. Округ граничит с округами Тхани и Насик на востоке и северо-востоке и гуджаратским округом Валсад и союзной территорией Дадра и Нагар-Хавели на севере. Аравийское море является естественной границей на востоке, а Васаи-Вирар является частью Мумбайского муниципального района (англ.).

## История
До 1 августа 2014 года талуки, сейчас входящие в округ Палгхар, являлись частью округа Тхане. После почти 25 лет борьбы и требований об отделении создание нового округа было одобрено Кабинетом министров штата Махараштра 13 июня 2014 года и новый округ, Палгхар, начал существование с 1 августа 2014 года. Первым коллектором округа стал Абхиджит С. Бангар.

## География
Округ расположен в самой северной части Конканских низменностей на территории Махараштры. Рельеф здесь представлен широким амфитеатром в бассейне реки Улхас на юге, холмистой долиной Вайтарны (англ.) на севере вместе с плато и склонами гор Сахьядри. С крутых склонов Сахьядри на востоке рельеф резко спускается через цепь плато на севере и в центре округа на юг к долине Улхаса. Расстояния до разных мест округа от центра в Палгхаре следующие: до Кходалы — 138 км, до Мокхады — 112 км, до Джавхара — 75 км, до Викрамгада — 60 км.
Основной рекой в округе является Вайтарна. Она имеет множество притоков, важнейшими из которых являются Барви, Бхатса, Пинджал, Сурья, Дахерджа и Танса. Вайтарна, крупнейшая из рек региона Конкан, берёт начало на холмах Тримбак в округе Насик, напротив истока реки Годавари. Река течёт через Шахапур, талуки Вада и Палгхар, и впадает в Аравийское море образуя широкий эстуарий напротив острова Арнала. Длина Вайтарны составляет 154 км, а водосборный бассейн практически покрывает всю северную часть округа.
Улхас, которая на пути к Аравийскому морю образует залив Васаи, является южной границей округа.
Остров Арнала относится к талуке Васаи и расположен напротив входа в эстуарий Вайтарны.

## Административно-территориальное деление
Городское население составляет 1 435 210 человек, что составляет 48 % населения всего урбанизированного района. В округ Палгхар входит 8 талук. Население талук по итогам переписей населения Индии 2001 и 2011 годов представлено в таблице:
| Талука      | Население Перепись 2001 года | Население Перепись 2011 года |
| ----------- | ---------------------------- | ---------------------------- |
| Васаи-Вирар | 795 863                      | 1 343 402                    |
| Палгхар     | 454 635                      | 550 166                      |
| Дахану      | 331 829                      | 402 095                      |
| Таласари    | 121 217                      | 154 818                      |
| Джавхар     | 111 039                      | 140 187                      |
| Мокхада     | 67 319                       | 83 453                       |
| Вада        | 142 753                      | 178 370                      |
| Викрамгад   | 114 254                      | 137625                       |

В округе есть одна муниципальная корпорация (англ.), Васаи-Вирар, и три муниципальных совета — Джавхар, Дахану и Палгхар. В настоящее время есть 6 избирательных округов Видхан Сабхи в округе Тхани, образованных в один избирательный округ Лок Сабхи. Избирательные округа Видхан Сабхи Дахану (ST), Викрамгад (ST), Палгхар (ST), Бойсар (ST), Наласопара и Васаи являются частью избирательного округа Лок Сабхи Палгхар (англ.).

## Транспорт
Сеть железных дорог компании Western Railway проходит через талуки Васаи, Палгхар и Дахану.

## Экономика
На территории Палгхара, в городе Тарапур, располагается первая индийская атомная электростанция — Тарапурская АЭС. В промышленном городе Бойсар находится одна из крупнейших промышленных зон Махараштры — Tarapur MIDC (англ.). Крупнейший рыболовный порт Махараштры — Сатпати, также крупными рыболовными портами являются Дахану, Арнала, Васаи и Дативаре. Дахану и Палгхар хорошо известны по всей Индии производством саподиллы (чику). В Дахану и Палгхаре проводится Фестивали чику.